# Золотая медаль имени Леонарда Эйлера
Золотая медаль имени Леонарда Эйлера — медаль имени швейцарского, немецкого и российского математика Леонарда Эйлера, присуждаемая Отделением математических наук Российской академией наук с 1991 года (ранее Академией наук СССР) за выдающиеся результаты в области математики и физики.

Обратная сторона медали

## Лауреаты
На начало 2023 года награда была вручена следующим учёным:
- 1957 — академик И. В. Курчатов, доктор физико-математических и технических наук Ф. И. Франкль — за выдающиеся результаты в области математики и физики[1]
- 1991 — академик А. Д. Александров — за фундаментальный вклад в развитие математики
- 1997 — академик Ю. С. Осипов — за выдающиеся результаты в области математики и физики
- 2002 — академик Л. Д. Фаддеев — за выдающиеся результаты в области математики и физики
- 2007 — академик В. В. Козлов — за цикл работ по нелинейным гамильтоновым системам дифференциальных уравнений
- 2012 — академик С. П. Новиков — за глубокий вклад в применение топологических методов в квантовой физике
- 2017 — академик И. Р. Шафаревич — за выдающийся вклад в теорию чисел и алгебраическую геометрию
- 2022 — академик С. К. Годунов — за выдающиеся результаты в области вычислительной математики